# Здание железнодорожной станции Ланская
Здание железнодорожной станции Ланская — памятник архитектуры. Расположен в Выборгском районе Санкт-Петербурга, современный адрес — Сердобольская улица, 3.
Изначально здания станций на железнодорожной линии Санкт-Петербург — Рийхимяки проектировал в 1868—1870 годах Вольмар Вестлинг; строения были деревянными, украшенными резьбой. В конце XIX века перестройкой станций в камне занимался Бруно Фердинанд Гранхольм, архитектор Главного управления железных дорог Финляндии.
Гранхольм построил ряд средних вокзалов островного типа, ядром плана которых служит проходной зал ожидания.
Здание построено в 1909—1910 годах. По проекту оно должно было примыкать к железнодорожной насыпи, созданной для подъёма путей при создании автомобильных дорожных развязок; здание было построено до создания насыпи, поднимающейся до второго этажа.
Каждый из фасадов прямоугольного объёма здания воспринимается по-разному. От восточного фасада, ровно оштукатуренного с краснокирпичной плоскостью по центру, осталась лишь верхняя половина. Южный фасад асимметричен, окна разных размеров, всего около десяти типов, они размещены в стене без упорядочивания. Декора нет, кроме пятен красного кирпича и вертикальной полосы, подчёркивающей участок с асимметрично расположенным треугольным щипцом с тройным окном. Второстепенный северный фасад в упрощённом виде повторяет южный. Западный фасад, который Гранхольм считал задним торцом — гладкий с несколькими проёмами, полукруглым объёмом лестницы и лоджией на верхнем этаже по центральной оси.